# بارین (شهرستان نوکت)
بارین (به قرقیزی: Барын، بارىن) یک روستا در قرقیزستان است که در شهرستان نوکت واقع شده‌است. بارین ۱۰٬۶۱۹ نفر جمعیت دارد.